# Rómulo Isla Laredo

## Biografía
Escritor limeño, nació  el 23 de julio de 1923. Sus padres fueron: Teodosio Isla Jimènez y Marìa Laredo Rivera. Realizó sus estudio universitario en la Universidad Inca Garcilaso de la Vega. 
Ejerció la docencia en diversas instituciones educativas de Lima. Fue promotor Cooperativista Fundador de la Cooperativa Balconcillo - La Victoria - 1965.
Fue un activo promotor cultural, realizando reuniones de carácter crítico en beneficio de su comunidad.

## Obras
- Los inmorales (1999) Novela
- Catorce versos (2004) poesía.
- El niño y el río (2010) Cuento